# (5324) Liapunov
(5324) Liapunov es un asteroide perteneciente a los asteroides Amor descubierto por Liudmila Gueorguievna Karachkina desde el Observatorio Astrofísico de Crimea, en Naúchni, el 22 de septiembre de 1987.

## Designación y nombre
Liapunov recibió al principio la designación de 1987 SL.
Más adelante, en 1993, se nombró en honor del físico y matemático ruso Aleksandr Liapunov (1857-1918).

## Características orbitales
Liapunov está situado a una distancia media de 2,972 ua del Sol, pudiendo acercarse hasta 1,153 ua y alejarse hasta 4,792 ua. Su excentricidad es 0,6122 y la inclinación orbital 19,55 grados. Emplea en completar una órbita alrededor del Sol 1872 días. El movimiento de Liapunov sobre el fondo estelar es de 0,1923 grados por día.
Liapunov es un asteroide cercano a la Tierra.

## Características físicas
La magnitud absoluta de Liapunov es 15,5.